# Acrophyseter
Acrophyseter – wymarły rodzaj ssaków z infrarzędu waleni (Cetacea) żyjących około 6 milionów lat temu, których szczątki znaleziono w formacji Pisco w Peru.

## Budowa

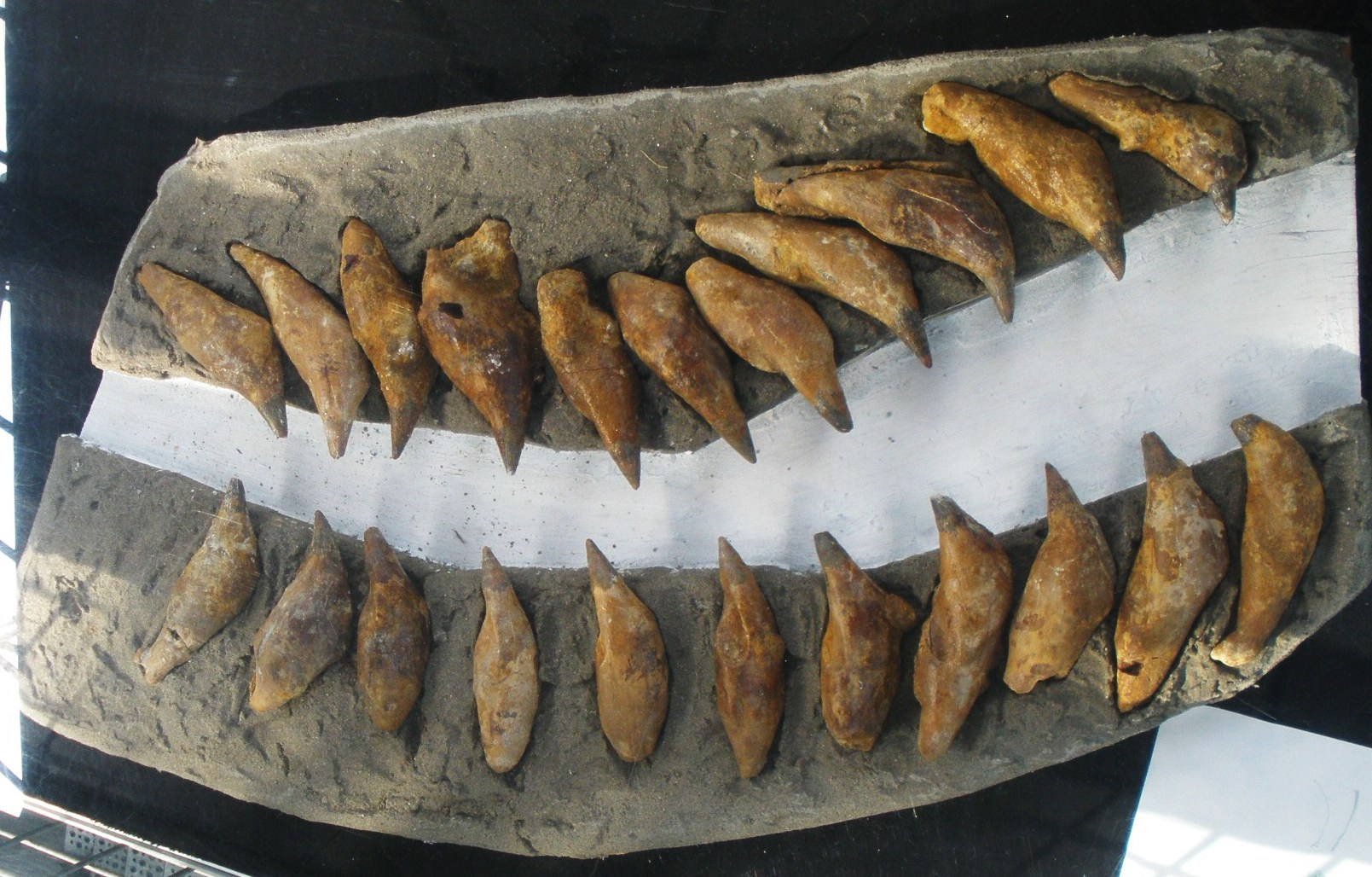
Zęby Acrophyseter deinodon

Rodzaj i jego gatunek typowy, Acrophyseter deinodon, opisano w 2008 roku. Pierwszy człon nazwy Acrophyseter pochodzi od greckiego przymiotnika akros (ostry) i odnosi się do krótkiego, ostro zakończonego, zwróconego do góry pyska walenia. Natomiast drugi człon nazwy Acrophyseter, tj. Physeter, jest naukowym określeniem kaszalotów. Jednakże w przeciwieństwie do współczesnych kaszalotów, A. deinodon osiągał względnie niewielkie rozmiary ciała, dochodzące maksymalnie do około 4 m długości, jak również posiadał zęby zarówno na szczęce, jak i na żuchwie. Zębów szczękowych było 12 par, żuchwowych natomiast 13 par. Duże, ostre zęby były silnie umocowane w głębokich zębodołach. Epitet gatunkowy deinodon jest zbitką dwóch greckich wyrazów: deinos (straszliwy) i odon (ząb). Tylne dolne zęby Acrophyseter były rozstawione blisko siebie, co sugeruje, że służyły do cięcia, inaczej niż u dzisiejszych kaszalotów, zdobywających pokarm poprzez zasysanie, które nie mają nawet zębów na szczękach. Różnice te wskazują, że Acrophyseter żywił się dużą zdobyczą, taką jak mniejsze walenie, na przykład Piscolithax, płetwonogimi, Acrophoca, pingwinami, Spheniscus urbinai, żyjącymi współcześnie z nim na tym obszarze. Acrophyseter różnił się od współczesnych kaszalotów pewnymi cechami czaszki, takimi jak wielkość zębów czy obecność na nich szkliwa. Odmienności te nie wskazują na przynależność Acrophyseter ani do prawdopodobnej grupy złożonej z rodzajów Brygmophyseter i Zygophyseter, ani do grupy zawierającej Aulophyseter i współczesne Physeteroidea, kaszaloty małe i kaszalotowate.

## Podział systematyczny
Do rodzaju należą następujące gatunki:
- Acrophyseter deinodon Lambert, Bianucci & Muizon, 2008
- Acrophyseter robustus Lambert, Bianucci & Muizon, 2016